# Juan soldado (telefilme)
Juan soldado es un telefilme español de 1973 protagonizado y dirigido por Fernando Fernán Gómez y basado libremente en una novela de Fernán Caballero, inspirada a su vez por el cuento Juan sin miedo.

## Argumento
Después de haber estado sirviendo al Rey durante veinticuatro años, Juan Soldado solo recibe una hogaza de pan y seis maravedíes. Caminando, se encuentra tres veces con san Pedro y Jesucristo, quienes le piden ayuda. Juan Soldado (que no parece reconocerles) comparte casi todos sus escasos bienes con los peregrinos, los cuales a cambio le conceden un deseo. Juan Soldado pide que todo lo que él quiera se meta en su morral, lo que le es concedido.
La película nos muestra entonces la antesala del Cielo, un lugar blanco y aséptico donde gente de  todas las épocas se encuentran esperando una entrada al paraíso que nunca parece llegar. Allí está Juan Soldado contando a unos niños sus aventuras.
Juan continúa contando cómo usó su morral mágico para robar todas las longanizas, quesos y chorizos de un pueblo mientras sus habitantes enterraban a un muerto, ya que "el muerto al hoyo y el vivo al bollo". Más tarde pide posada en otro pueblo, pero el alcalde le advierte que el único lugar disponible está habitado por un "asombro", el alma de un condenado. Juan que "ni teme, ni debe" acude allí y el espectro se le aparece e intenta asustarle inútilmente. Viendo que es un hombre valiente, le solicita que entregue una jarra de bronce para los pobres, otra de plata para que recen por su alma y, a cambio, se puede quedar con una jarra de oro que se encuentra en el lugar. Juan sigue las indicaciones y se convierte en un hombre rico, salvando el alma del condenado. Esto enfurece mucho a Satán, quien envía a una diablesa para que le tiente, pero Juan la mete en su morral. Enfadado, el propio Satán se presenta ante Juan Soldado, pero solo consigue acabar también en el morral. Sin la dirección de su jefe, los encargados de conducir en autobús las almas al infierno se vuelven apáticos y los condenados pueden escapar. 
De vuelta a la antesala al Cielo, aparece san Pedro y Juan Soldado le pide pasar al paraíso, pero este le advierte que "no entra cada quisque en el Cielo". Enfadado, Juan mete a san Pedro en su morral. Toda la gente que estaba esperando para entrar aprovecha para derribar la sala y acceder al paraíso. San Pedro, desde el morral, le recrimina que ahora todas las "almas de cántaro" van a poder entrar al Cielo, a lo que este le contesta: "Eso es precisamente lo que quiere Juan Soldado".

## Producción
El guion fue escrito por Lola Salvador Maldonado, basada en una historia de Fernán Caballero, para la serie Narraciones de TVE. Sin embargo, dado el elevado presupuesto que exigía y lo controvertido de su material, se pensó que era mejor el formato telefilme. La película se realizó en color, a pesar de que en aquella época la mayoría de los televisores españoles eran en blanco y negro. Como la película se concibió para ser vendida al extranjero, la censura fue más laxa de lo que era habitual, ya que el régimen franquista estaba interesado en aquel momento en dar una imagen de apertura cara al exterior. Sin embargo, cuando finalmente se emitió en TVE a las 23:00 horas del 24 de octubre de 1973, se censuraron algunos pasajes, como el prólogo en que aparecían unos niños cantando. Fernán Gómez declaró que este encargo fue "lo que menos puedo considerar cine de encargo, puesto que ya que desde el guion de arranque habría estado orgullosísimo de haberlo escrito" y que "si se me hubiera ocurrido a mí, la consideraría hoy como mi más importante obra de autor." Tan contento quedó Fernán Gómez con la experiencia, que propuso a TVE la producción en forma de serie de un proyecto que tenía en mente desde hacía tiempo, rodar una obra basada en la novela picaresca española, lo que se materializó al año siguiente con la serie El pícaro.

## Premios
Ganó el Premio del Festival de Praga de 1973.

## Disponibilidad
El mediometraje puede encontrarse como extra dentro del DVD de la serie El pícaro.